# Bustillo del Oro (kommunhuvudort)
Bustillo del Oro är en kommunhuvudort i Spanien.   Den ligger i provinsen Provincia de Zamora och regionen Kastilien och Leon, i den centrala delen av landet, 200 km nordväst om huvudstaden Madrid. Bustillo del Oro ligger 707 meter över havet och antalet invånare är 135.
Terrängen runt Bustillo del Oro är platt. Runt Bustillo del Oro är det mycket glesbefolkat, med 4 invånare per kvadratkilometer. Närmaste större samhälle är Toro, 17,6 km söder om Bustillo del Oro. Trakten runt Bustillo del Oro består till största delen av jordbruksmark.